# Lia Wälti
Lia Wälti (født 1. april 1993) er en kvindelig schweizisk fodboldspiller, der spiller central midtbane for engelske i Arsenal i FA Women's Super League og Schweiz' kvindefodboldlandshold. Hun har siden 2019 også været anfører for landsholdet. 
I 2013 skiftede hun til den tyske storklub 1. FFC Turbine Potsdam i Frauen-Bundesliga. Her blev hun også udnævnt som anfører i hendes anden sæson, hvorefter hun nåede at spille 110 ligakampe mellem 2013 og 2018.
Hun fik sin officielle dbeut på det schweiziske landshold den 21. august 2011 mod Skotland. Wälti har desuden deltaget ved VM i fodbold 2015 i Canada og EM i Holland i 2017. Hun blev også udtaget til landstræner Nils Nielsens officielle trup mod EM i fodbold for kvinder 2022 i England.
Hun blev kåret til årets fodboldspiller i Schweiz i 2021 af Schweizerischer Fussballverband.